# Elfenbenskustens damlandslag i volleyboll
Elfenbenskustens damlandslag i volleyboll  representerar Elfenbenskusten i volleyboll på damsidan. Laget organiseras av Fédération Ivoirienne de Volley-Ball. De har deltagit i afrikanska mästerskapet en gång, 2005. De kom då på åttonde och sista plats.